# People (James Brown)
People è il cinquantaduesimo album in studio del cantante statunitense James Brown, pubblicato nel 1980.

## Tracce
1. Regrets – 6:27
2. Don't Stop the Funk – 6:04
3. That's Sweet Music – 4:06
4. Let the Funk Flow – 6:33
5. Stone Cold Drag – 4:13
6. Are We Really Dancing – 4:18
7. Sometimes That's All There Is – 3:25